# Texas 46
Texas 46 (negli Usa The good war) è un film del 2002 diretto da Giorgio Serafini.
Il film è tratto dal libro autobiografico Fame in America (1954) di Armando Boscolo.

## Trama
Dopo l'armistizio dell'8 settembre 1943, 50.000 militari italiani prigionieri di guerra negli USA si rifiutano di aderire al Regno del Sud; dichiarati "non cooperatori", vengono inviati al campo di prigionia di Hereford. Un ufficiale italiano cerca più volte di fuggire, ma il comandante del campo è il suo tenace inseguitore. Al ritorno nel campo dopo la sua ultima cattura, nel 1946, i due lo trovano evacuato e i prigionieri rinviati in Italia. Nell'attesa, i due imparano a conoscere le reciproche ragioni.